# 上陵站

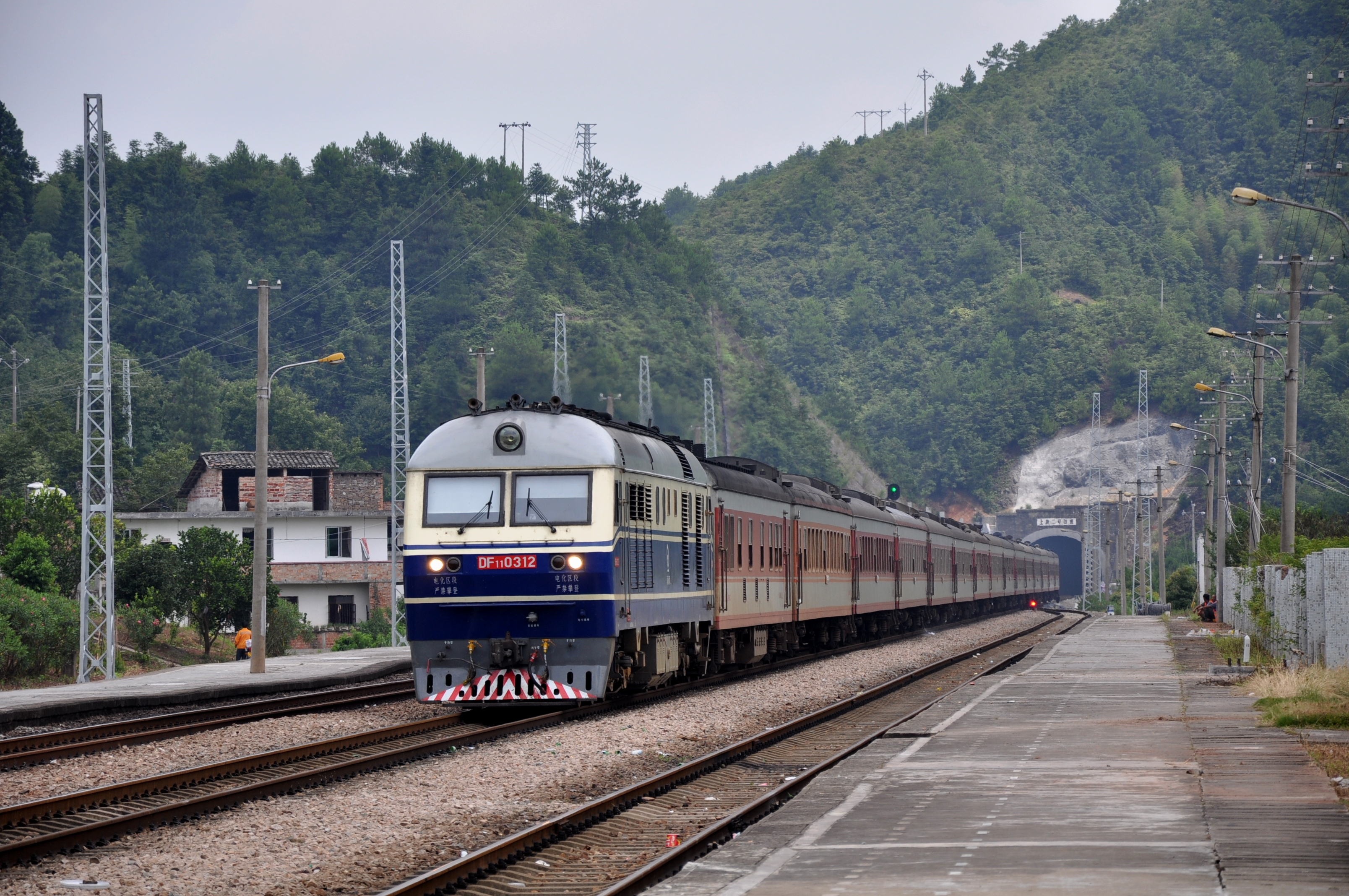
通过上陵站的K91次列车

上陵站位于广东省河源市和平县上陵镇，是京九铁路的一座火车站，等级为四等站，距北京西站2029公里，距常平站286公里，本站及相邻上下行区间均为电气化区段，是京九铁路进入广东省境内后的第一站。车站建于1996年，现只办理货运，不办理客运业务。